# A világűr hete
A World Space Week (WSW) egy olyan nemzetközi ünnep, amelyet október 4. és október 10. között évről évre  világszerte megtartanak. A WSW hivatalos meghatározása szerint „a tudomány és a technológia nemzetközi ünnepe és hozzájárulása az emberi állapot javításához”. A dátumok megválasztása az űrtörténet két kiemelten fontos dátumának felismerésén és összekapcsolásán alapul.
Az egyik a „Szputnyik-1”, az ember által készített műhold  1957. október 4-én először világűrbe felemelkedése. Az emberiség számára ezzel kezdődött a világűrben tevékenykedés világkorszaka. A másik 
az „Outer Space Treaty” (nem használt magyar fordítással Világűr szerződés), hivatalos magyar nevén Szerződés az államok tevékenységét szabályozó elvekről a világűr kutatása és felhasználása terén, beleértve a Holdat és más égitesteket. Ezen szerződés 1967. október 10-én lépett hatályba.
Az Egyesült Nemzetek Szervezete (röviden ENSZ) Közgyűlése 1999. december 6-án évenként tartandó ünnepnek nyilvánította az október 4. és 10. közötti emlékhetet. Az ünnepi évsorozat a 2000. évvel kezdődött el. 2000. november 2-a óta a korábban tervezett független űrállomások, az orosz Mir–2, az amerikai Freedom űrállomás és az európai Columbus laboratórium egyesítésével létrehozott „Nemzetközi Űrállomás” állandó emberi jelenléttel, legkevesebb kéttagú személyzettel lakik a világűrben, s velük űrlakó is lett az emberiség. 